# Famille Peers de Nieuwburgh

Blason de la famille Peers de Nieuwburgh

Blason d'une branche de la famille

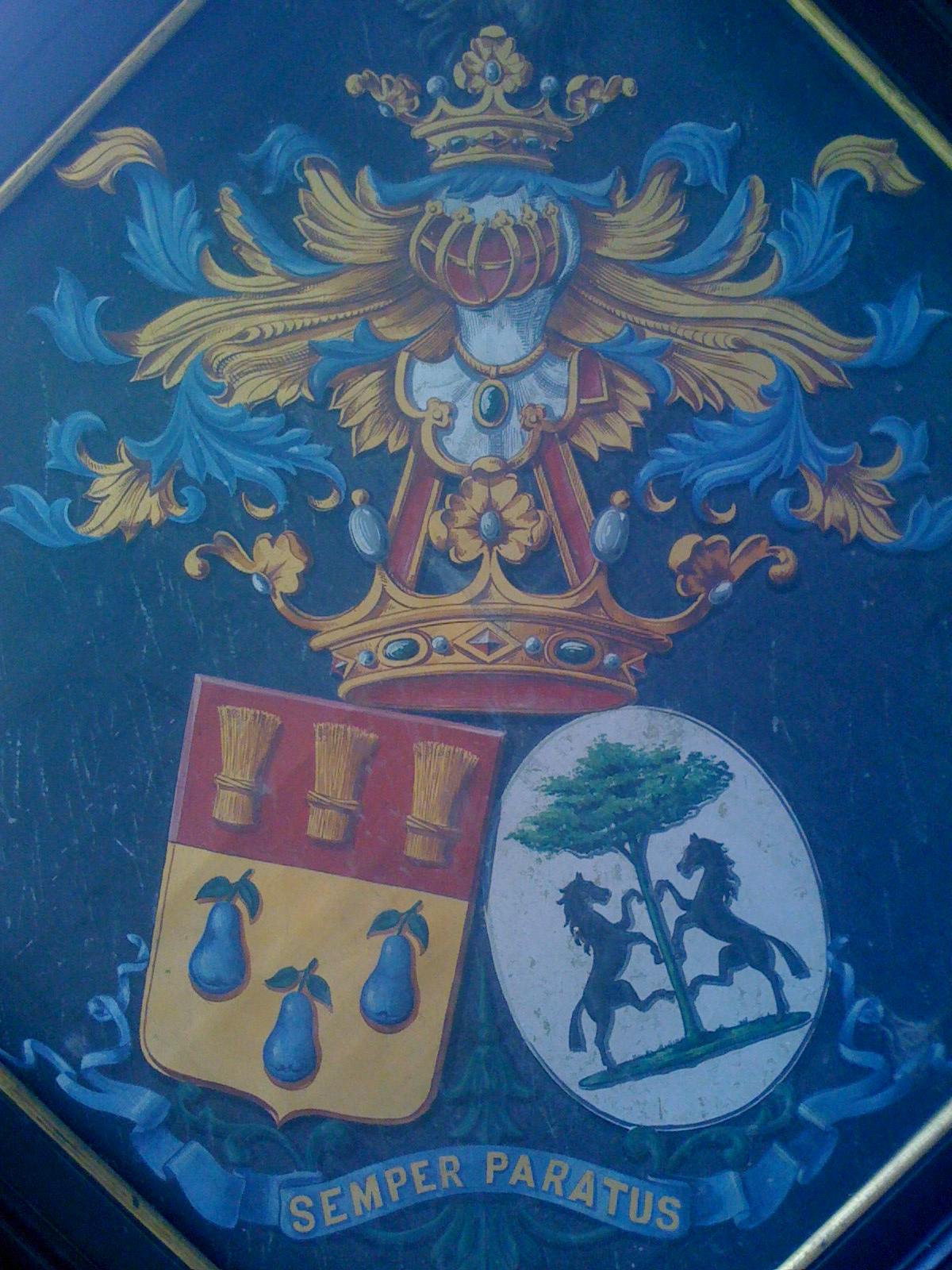
Armoiries de la famille Peers de Nieuwburgh et de la famille Osy de Zegwaart (obiit peint en 1937)

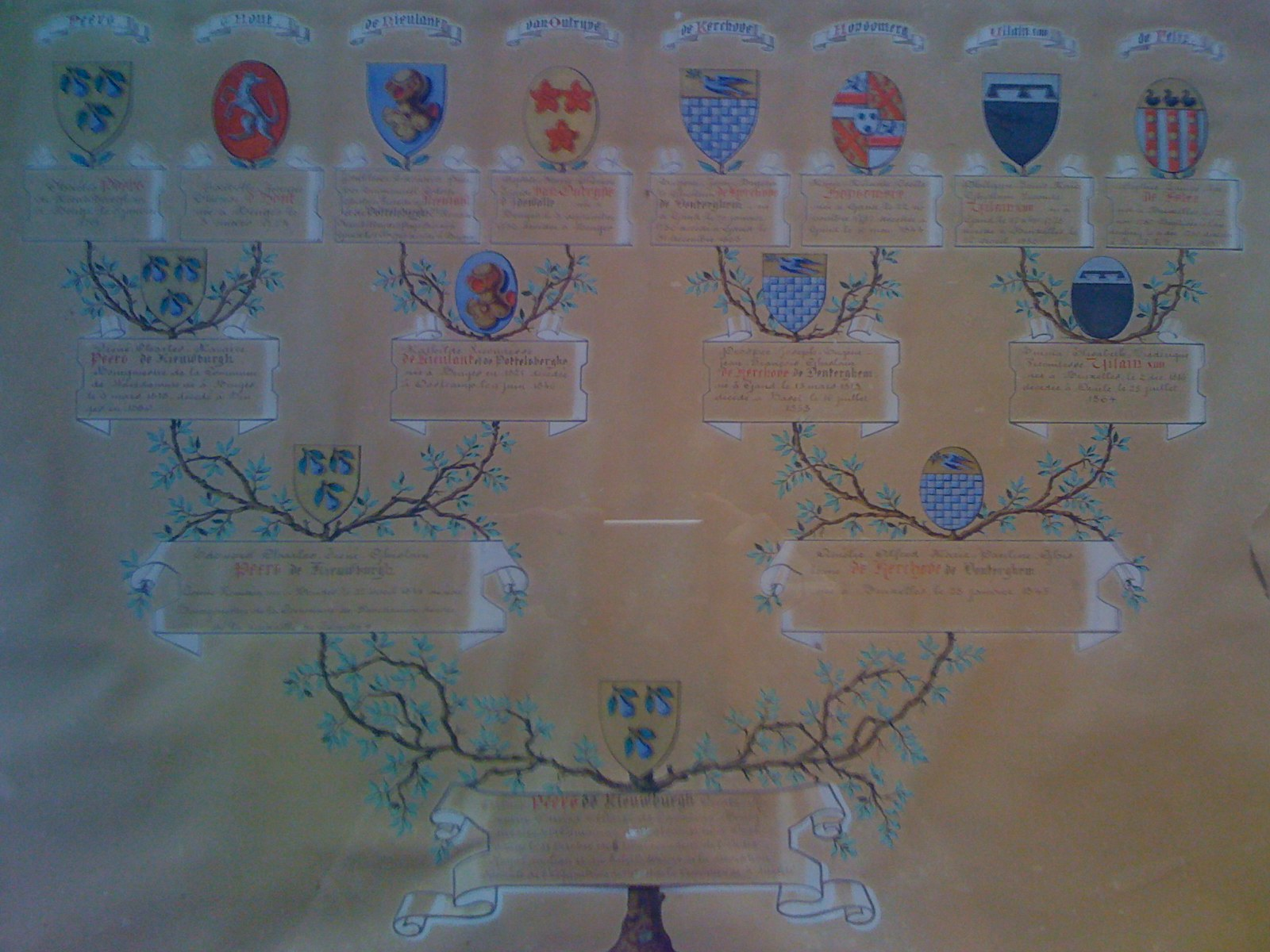
Arbre généalogique de la branche cadette : quartiers d'ascendance du baron (1934) Albert Peers de Nieuwburgh, bourgmestre d'Oostcamp. (Tableau aquarellé, premier quart du XXe siècle.

La famille Peers, devenue à partir de 1897 Peers de Nieuwburgh, est une famille originaire d'Adegem, ancienne commune du franconat de Bruges. La plus ancienne trace écrite la concernant remonte à 1727.

## Historique

### Légende
Le généalogiste belge Charles Poplimont, dans son ouvrage La Belgique héraldique : recueil historique, chronologique, généalogique et biographique complet de toutes les maisons nobles, écrit « Cette belle famille, dont le nom s’écrivait Piers, anciennement, est originaire de la Guyenne ; elle se transporta dans la Grande-Bretagne et y florissait dès le XIVe siècle. Des documents irrécusables, authentiques en font foi. Le manuscrit de sir Philippe, qui la mentionne avec éloge, lui donne la qualification de miles, ce qui, à cette époque reculée, signifie chevalier. Pierre Gaveston, fils d’un gentilhomme de la Guyenne, partagea dans son enfance les jeux d’Édouard II. Parvenu à l’âge d’homme, il unit sa destinée à celle de ce prince, qui l’honora toujours d’une affection intime exceptionnelle. Jean Piers commandait à Londres, en 1415, le navire la Petite Trinité de la Tour. Au nombre des officiers restés fidèles à Jacques II, et qui, après sa retraite au château de Saint-Germain, furent conduits dans quelques abbayes de l’Artois et de Flandre, on trouve encore des membres distingués de cette famille. En 1742, N. Peers, colonel au service de Sa Majesté Britannique, commandait un régiment anglais, sous les ordres du général major Howard ». Il écrit ensuite que c'est en novembre 1688, lors de l'exil de Jacques II d'Angleterre, qu'un Peers de Raverside arriva dans les environs de Bruges où il épousa une d'Hont. Les générations futures auraient conservé « de Raverside » jusqu'en 1866 où la famille devint « Peers de Nieuwburgh ». Mais ceci est dépourvu de tout fondement historique.

### Origine connue
La plus ancienne trace écrite la concernant remonte à 1727.
La famille descend de Corniel Pierre Peers (22 janvier 1727 à Adegem - 27 janvier 1766 à Bruges). Il épouse Isabelle Marie Eugenie Dhont, née en 1725. De ce mariage, naissent quatre enfants dont Charles Jean né en 1761.
Charles-Jean Peers (3 septembre 1761 à Bruges - 18 mai 1819 à Oostkamp), avocat puis greffier auprès de Conseil de Flandre. Le 12 mai 1802 à Bruges, il épouse Isabelle Dhont (1774-1862) qui apporte sa considérable fortune à la famille grâce à l'héritage de son oncle le chevalier Charles-Jean Dhont de Nieuwburgh (1723-1798), mort sans enfant.
De ce mariage, sont nés deux garçons à l'origine des deux branches de la famille :
- Ernest Peers (24 novembre 1804 à Bruges - 28 mai 1895 à Oostkamp), député et agronome. Le 29 décembre 1829 à Bruxelles, il épouse Marie-Françoise Ducpétiaux (1806-1871), sœur du réformateur social et franc-maçon Édouard Ducpétiaux, membre de la Société des douze ;
- Irénée-Charles Peers (nl) (6 mars 1818 à Bruges - 18 février 1888 à Bruges), bourgmestre de Waardamme.

## Les anoblissements
La branche aînée fut anoblie avec le titre de baron le 19 novembre 1841. 
La seconde branche de cette famille obtint le 21 septembre 1934, concession du titre de baron transmissible par ordre de primogéniture masculine, et porte les armoiries suivantes : d'or à trois poires d'azur, deux, un, feuillées et tigées de sinople, l'écu sommé d'un heaume d'acier, fourré d'azur, grillé, colleté et liseré d'or, aux bourrelets et hachements d'or et d'azur.

## Le nom
La famille portait le nom de « Peers » jusqu'au 20 mai 1896, où elle est autorisée à ajouter à son nom celui de « de Nieuwburgh ». Elle prend alors le nom de « Peers de Nieuwburgh ».

### Branche aînée
- Baron Ernest Peers (1804-1895), épouse Marie Ducpétiaux (1806-1871).
  - Léon Peers (1843 à Oostcamp - 1930 à Oostcamp) épouse le 8 septembre 1866 à Gand Léontine van der Brugesn.
    - Baron George Peers de Nieuwburgh (1867 à Gand - 1932 à Bruxelles), épouse le 7 mai 1892 à Gand Alix de Gourcy-Serainchamps (1871-1953).
      - André Peers de Nieuwburgh (1896 - 1944 à Bruxelles), épouse le 2 août 1922 à Blehen la comtesse Marie Cornet d'Elzius de Peissant (1898-1979).
        - Baron Carlos Peers de Nieuwburgh  (1923 à Blehen), membre du Rallye Vielsalm. Il épouse en octobre 1947 Nadine Braun, petite-fille du baron Emile-Jean Braun, bourgmestre de Gand.
          - Baron Cédric Peers de Nieuwburgh (1949 à Heusden), ingénieur industriel en électronique et chevalier de l'ordre souverain de Malte. Il épouse le 30 mai 1987 la comtesse Marina de Looz-Corswarem, dame de l'ordre de la Croix étoilée.
            - Nina Peers de Nieuwburgh (1988) épouse en 2023 au château de Thenissey Philippe Chevallier-Chantepie, conseiller politique au parlement européen[5].
            - Edward Peers de Nieuwburgh (1989)

          - Henri Peers de Nieuwburgh (1954 à Heusden)

### Branche cadette
- Irénée-Charles Peers (nl) (1818-1888) épouse Ghislaine de Nieulant et de Pottelsberghe (nl) (1820-1846) le 11 mai 1840 à Bruges puis, veuf, épouse en secondes noces sa belle-sœur Elisa Charlotte Louise Ghislaine de Nieulant et de Pottelsberghe (nl) (1821-1890).
  - (1) Édouard Peers de Nieuwburgh (nl) (22 avril 1841 à Bruges - 26 août 1919 à Oostcamp), bourgmestre de Waardamme. Le 20 octobre 1864 à Deurle, il épouse Pauline De Kerchove de Denterghem (en) (1845-1925).
    - Alice Gabrielle Sophie Mathilde Ghislaine Peers de Nieuwburgh (1865-1946).
    - Albert Peers de Nieuwburgh (nl) (31 octobre 1866 à Oostcamp - 18 novembre 1937 à Oostcamp), bourgmestre. Pour les nombreux services qu'Albert rendit à la commune de Oostcamp (il construisit notamment la maison communale), il obtint le 21 septembre 1934, concession du titre de baron transmissible par ordre de primogéniture masculine. Le 4 octobre 1897 à Anvers, il épouse la baronne Coralie Osy de Zegwaart (1869-1898), fille du sénateur Édouard Osy de Zegwaart puis en secondes noces le 18 mai 1904 à Anvers, Marthe de Terwangne (nl) (1878-1938).
      - (2) Elisabeth Coraly Marie Ghislaine Albert Peers de Nieuwburgh (1905-1990) épouse le comte Rodolphe van der Stegen (nl) (1905-1960).
      - (2) Thierry Peers de Nieuwburgh (6 août 1906 à Waerdamme - 4 novembre 1978 à Bruges) reçoit la clef de la ville de New York pour avoir représenté la Belgique lors de l'exposition universelle de New York 1939-1940. Il épouse Denise de Hemptinne.
        - Dagmar Peers de Nieuwburgh (1952)
        - Charles-Albert Peers de Nieuwburgh (1954) épouse la vicomtesse Axelle Davignon (1959).

      - (2) Christian Peers de Nieuwburgh (1907-1969). Le 22 juillet 1931 à Etterbeek, il épouse Gaëtane Jeanne Eugénie Rose Ghislaine Marie Louise Forgeur.
        - Didier Peers de Nieuwburgh
        - Baudoin Peers de Nieuwburgh

      - (2) Édouard Peers de Nieuwburgh (1912-1980). En 1942, il épouse Lucienne Nothomb (1920-1998).
        - Jean-Michel Peers de Nieuwburgh (1943). En 1992, il épouse Christine Dusch.
        - Corinne Peers de Nieuwburgh (1944)

      - (2) René Peers de Nieuwburgh, membre d'une cellule de la Résistance, fusillé par les Allemands le 7 septembre 1944 à Beernem lors de leur retraite de la Flandre.

    - Madeleine (1871-1943).

  - (1) Marie Ernestine Sophie Ghislaine Irène Peers de Nieuwburgh (1843-1901) épouse Arthur Pecsteen (1834-1895), homme politique belge.
    - Raymond Pecsteen (nl) (1867-1965), bourgmestre de Ruddervoorde. En 1894, il épouse Christine de Meester de Betzenbroeck, fille du sénateur Raymond de Meester de Betzenbroeck (1841-1907).